# Chips
Un chips este o felie de cartof prăjită în ulei încins sau coaptă până devine crocantă. Cele mai întâlnite sunt cele cu sare. Mai sunt adăugate și arome de brânză, paprika, ceapă și smântână, ierburi și alte condimente și arome exotice. 

## Procesul de producție

Procesul manual de producere al chipsurilor
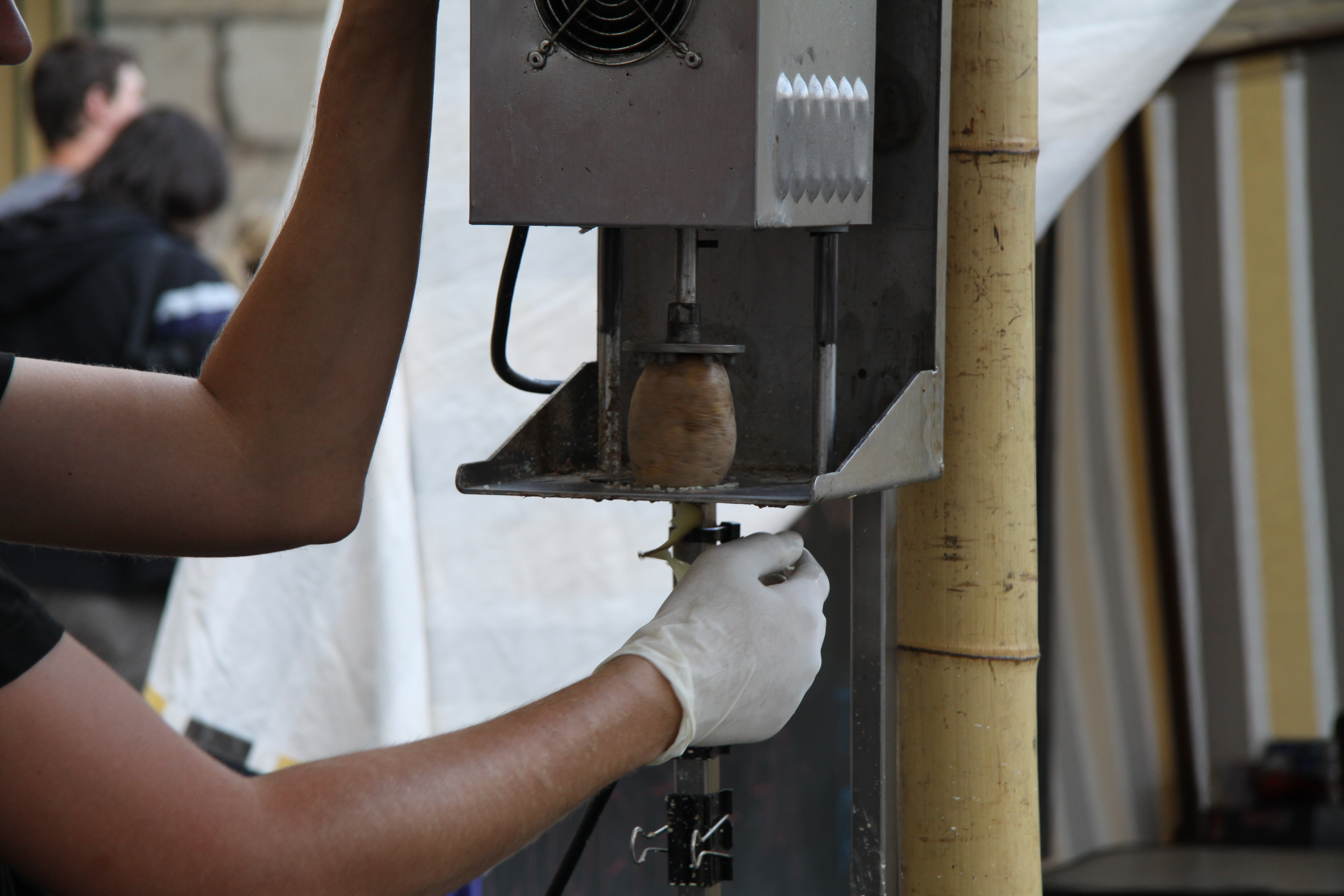
Cartoful este feliat rotind cuțitele
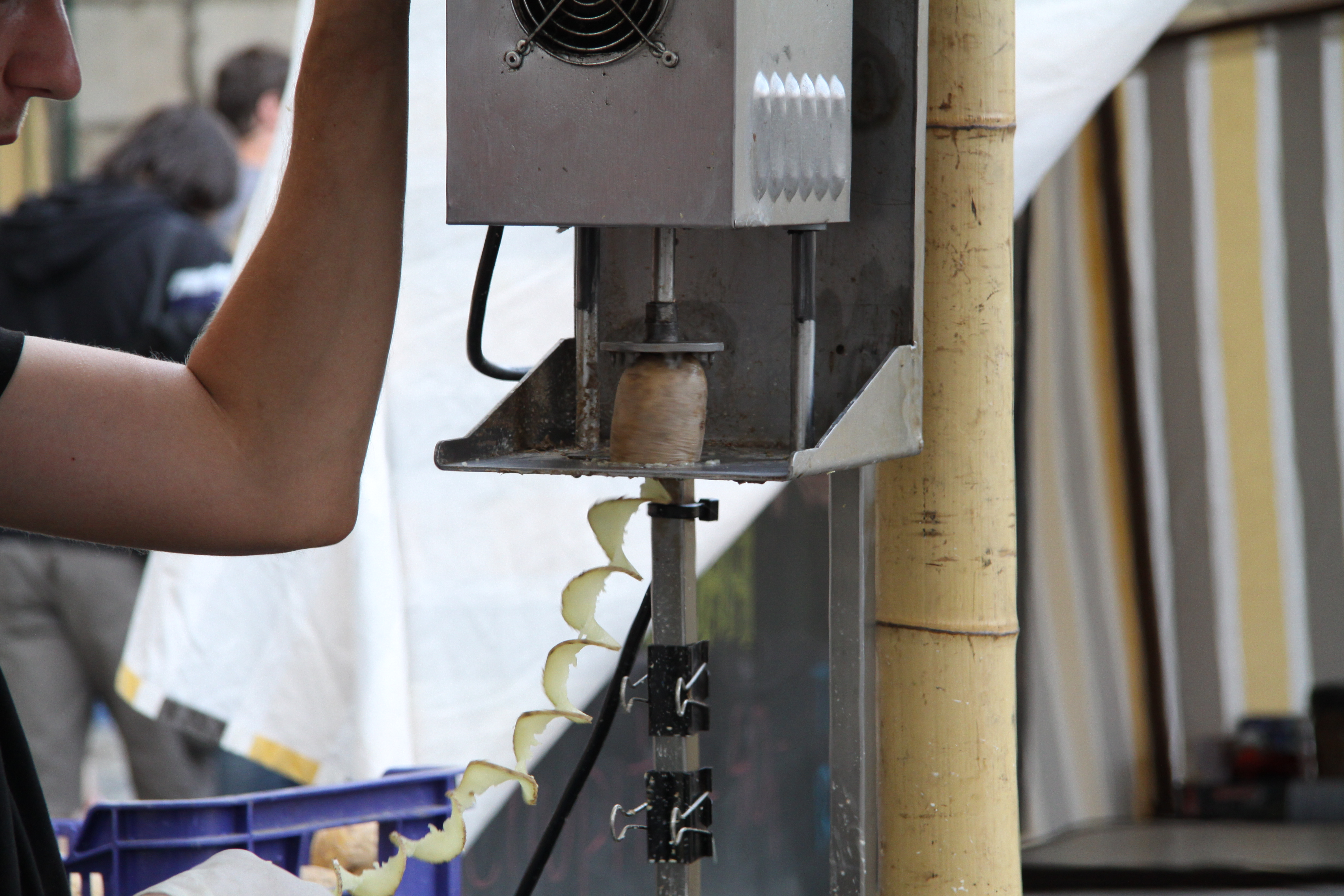
Se produc felii subțiri de cartof
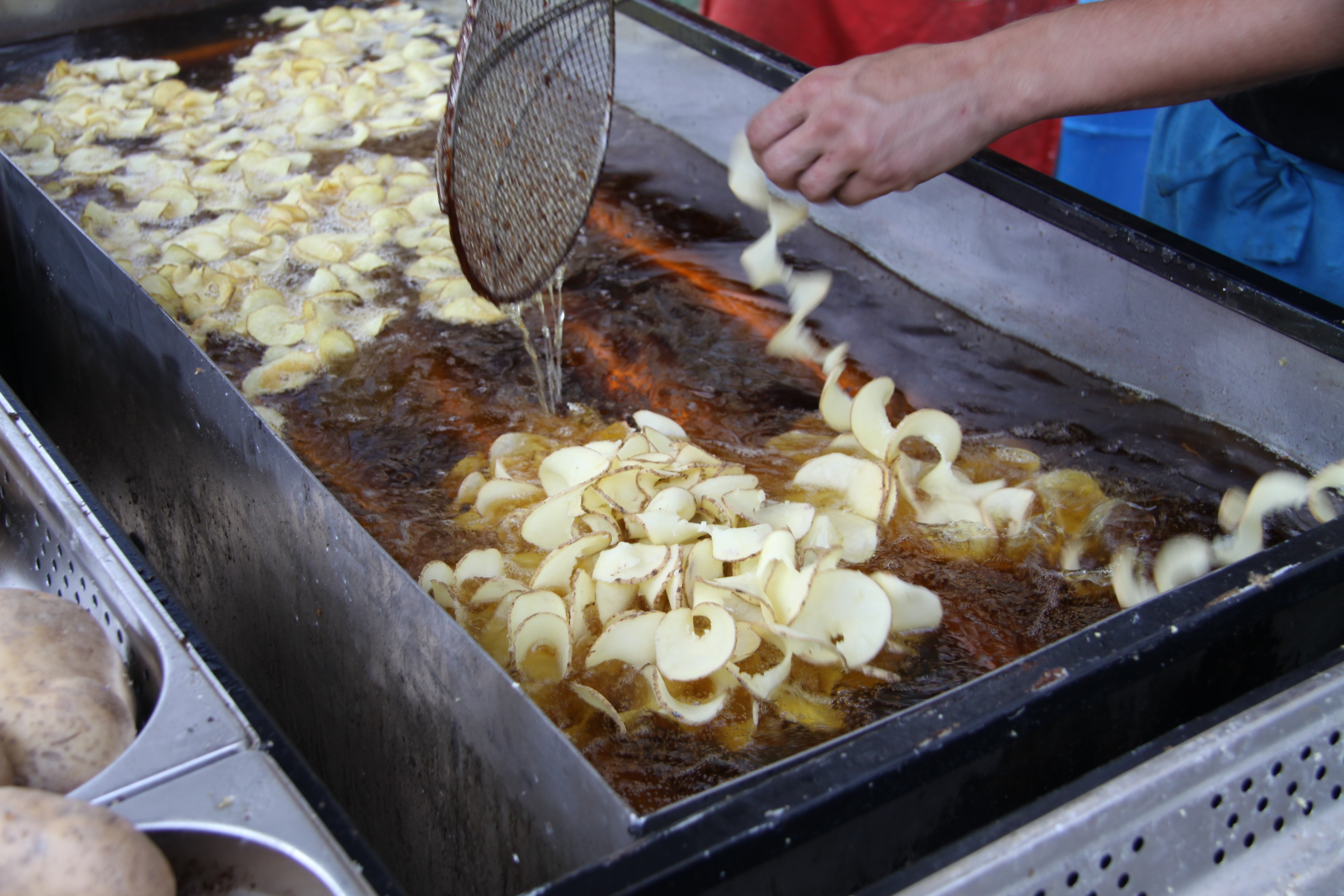
Feliile sunt prăjite în ulei încins
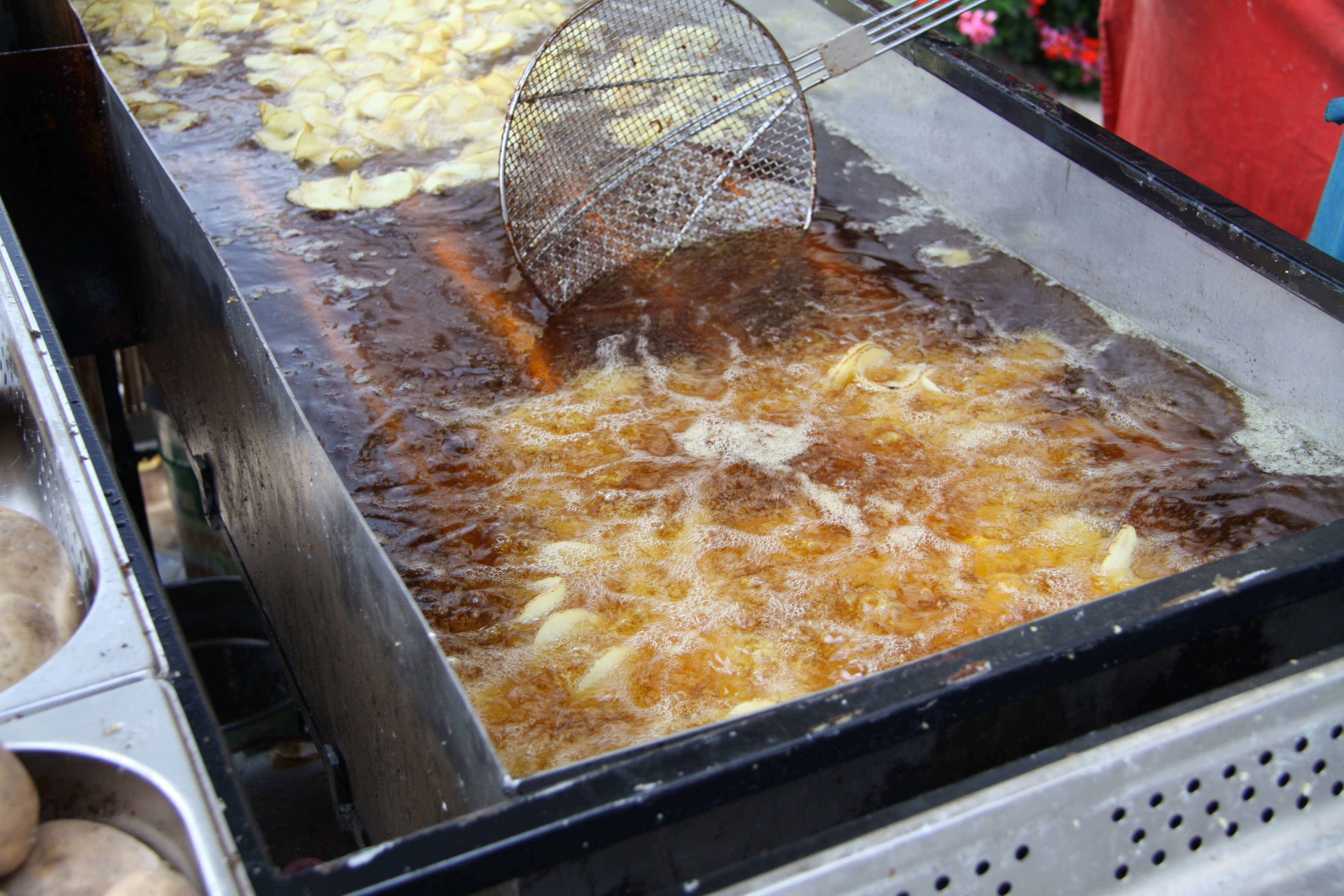
timp de câteva minute
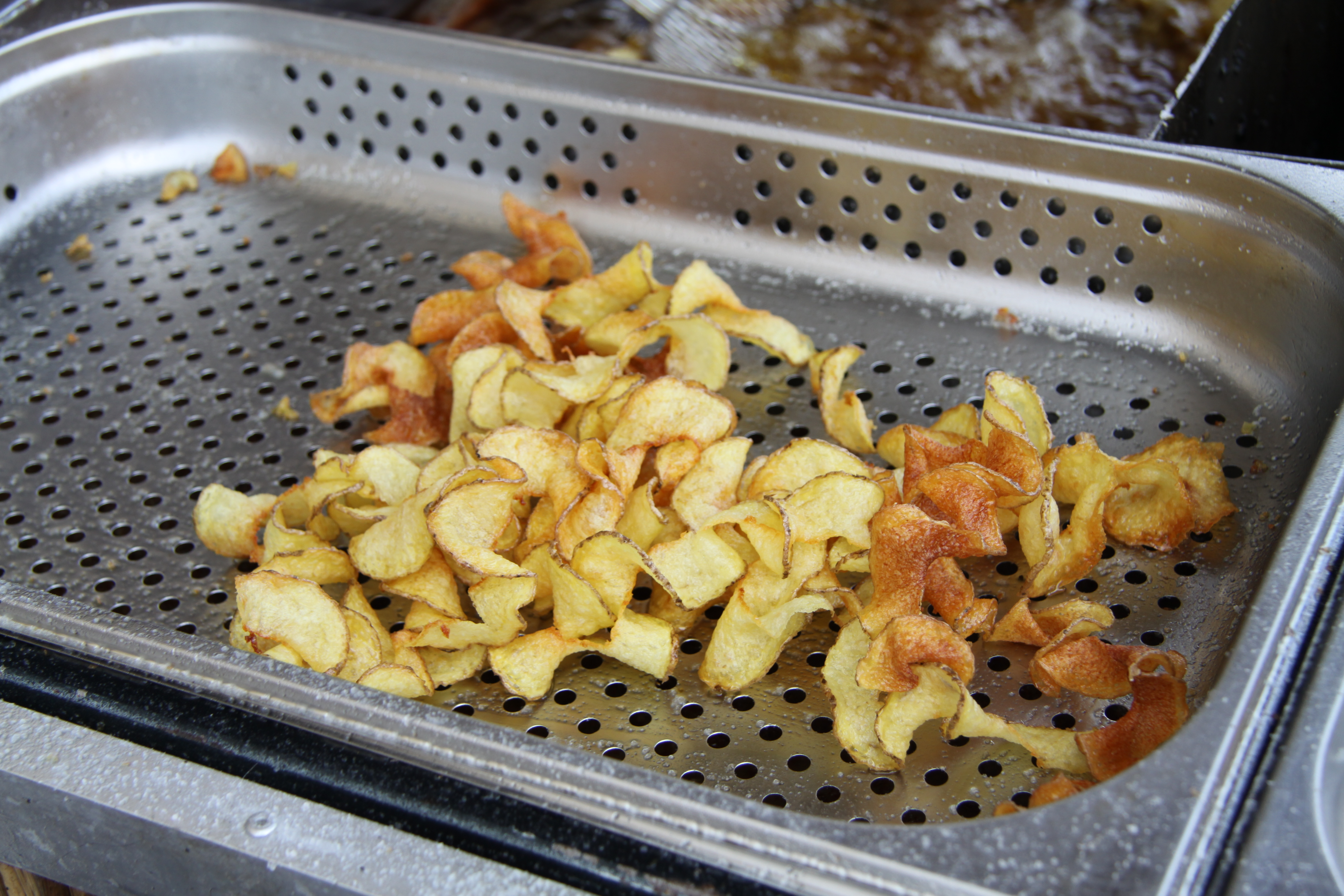
Produsul final